# Mydaea plaumanni
Mydaea plaumanni är en tvåvingeart som beskrevs av John Otterbein Snyder 1941. Mydaea plaumanni ingår i släktet Mydaea och familjen husflugor. Inga underarter finns listade i Catalogue of Life.